# John Sibthorp
John Sibthorp (Oxford, 28 de octubre de 1758-Bath, 8 de febrero de 1796) fue un botánico inglés.
Profesor de botánica en la Universidad de Oxford, se interesa por la flora mediterránea y comienza a preparar la Flora Graeca, una de las más bellas obras, publicada en diez volúmenes entre 1806 y 1840.

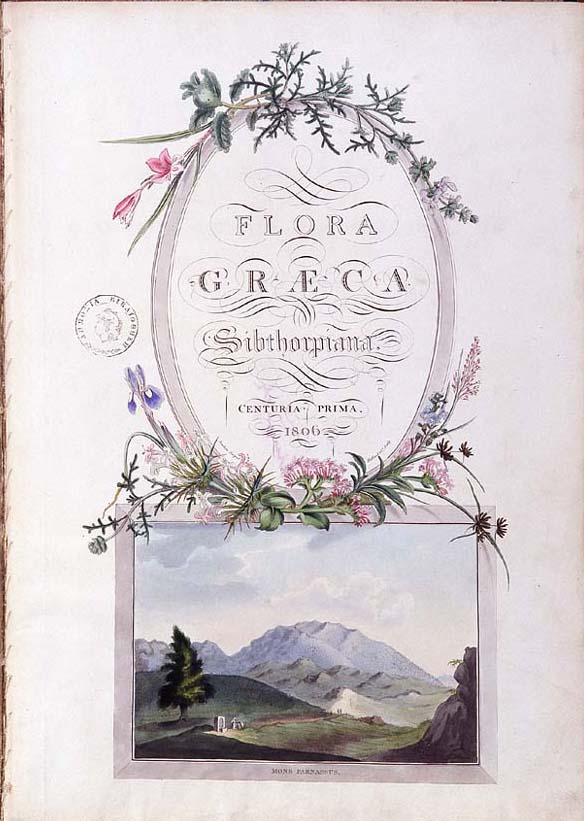
Frontispicio del primer volumen de Flora Greca

## Biografía
Era el más joven de los hijos de Humphrey Sibthorp (1713–1797) que, de 1747 a 1784 fue profesor de botánica en la Universidad de Oxford. Comienza sus estudios en Oxford, y se gradúa en 1777, y pasa a estudiar medicina en la Universidad de Edimburgo y en la Facultad de Medicina de Montpellier. En 1784, sucede a su padre al frente de la cátedra en Oxford.
Deseoso de descubrir todas las plantas descritas por Dioscórides, efectúa dos viajes de estudio a Grecia, Chipre y Asia Menor (1786-1787 y 1794-1795), acompañado por el ilustrador austríaco Ferdinand Bauer.
De vuelta a Inglaterra, participa en 1788 en la creación de la Sociedad linneana de Londres, y comienza ese mismo año la realización de una flora de la región de Oxford; que publicará en 1794 como Flora Oxoniensis.
Es nombrado miembro de la Royal Society el 6 de marzo de 1788.
Fallece a los treinta y nueve años, víctima de una tuberculosis contraída probablemente en su segundo viaje.

## Herbario
Las recolecciones botánicas de Sibthorps son ahora parte del Herbario Fielding-Druce en Oxford, y cuenta con aproximadamente 2700 ejemplares que Sibthorp, Hawkins y sus ayudantes recogieron durante las expediciones de 1786 a 1787 y de 1794 a 1795. En consecuencia, venían principalmente de Grecia, Turquía, Chipre, Italia, Bulgaria y Rumanía. La colección contiene alrededor de 600 taxones, siendo nuevas para la ciencia y descritas, principalmente, por JE Smith.

## Honores

### Epónimos
- (Apiaceae) Echinophora sibthorpiana Guss.[1]
- (Asteraceae) Berinia sibthorpiana Sch.Bip.[2]
- (Asteraceae) Crepis sibthorpiana Boiss. & Heldr.[3]
- (Asteraceae) Cynara sibthorpiana Boiss. & Heldr.[4]
- (Boraginaceae) Buglossoides sibthorpiana (Griseb.) Czerep.[5]
- (Boraginaceae) Lycopsis sibthorpiana Lehm.[6]
- (Boraginaceae) Nonea sibthorpiana G.Don[7]
- (Campanulaceae) Campanula sibthorpiana Halácsy[8]
- (Campanulaceae) Campanula sibthorpiana Boiss.[9]
- (Caryophyllaceae) Silene sibthorpiana Rchb.[10]
- (Dipsacaceae) Scabiosa sibthorpiana Sibth. & Sm.[11]
- (Fabaceae) Tragacantha sibthorpiana Kuntze[12]
- (Liliaceae) Fritillaria sibthorpiana Baker[13]
- (Liliaceae) Fritillaria sibthorpiana Baker subsp. enginiana A.Byfield & Özhatay[14]
- (Liliaceae) Tulipa sibthorpiana Sibth. & Sm.[15]
- (Plumbaginaceae) Statice sibthorpiana Guss.[16]
- (Rhamnaceae) Rhamnus sibthorpiana Roem. & Schult.[17]
- (Scrophulariaceae) Linaria sibthorpiana Boiss. & Heldr. ex Boiss.[18]
- (Scrophulariaceae) Scrophularia sibthorpiana Spreng.[19]

- La abreviatura «Sibth.» se emplea para indicar a John Sibthorp como autoridad en la descripción y clasificación científica de los vegetales.[20]